# Adolphe Quételet
  Adolphe Quételet    (Gant, 22 de febrer de 1796 - Brussel·les, 17 de febrer de 1874) va ser un matemàtic, astrònom, naturalista, estadista i sociòleg belga, precursor de l'estudi demogràfic i fundador del Reial Observatori de Bèlgica.

## Biografia
Doctorat en ciències matemàtiques a la universitat de Gant el 1819 per a una tesi sobre la teoria de les seccions còniques, ensenya matemàtiques a Gant i a Brussel·les. El 1823, segueix estudis d'astronomia a l'Observatori de París on coneix François Arago i Alexis Bouvard. És influenciat per Laplace, Poisson i Fourier amb qui estudia estadística que elevarà al rang de ciència. Presideix d'altra banda el primer congrés internacional d'estadística que té lloc a Brussel·les el 1853.
El 1828, aconsegueix persuadir les autoritats i aixecar fons públics i privats per crear a Brussel·les un observatori que dirigeix a partir de 1832. Durant la Revolució belga de 1830, visita els observatoris italians. El 1834, és nomenat secretari permanent de l'Acadèmia reial de Bèlgica.
Adolphe Quételet va crear diverses societats i diaris d'estadística, del qual les Transactions of the Statistical Society of London el 1837. Va estar particularment implicat en la creació d'una cooperació internacional entre estadístics.
El 1855 va patir un ictus, del que mai es va arribar a recuperar del tot i va destinar els darrers vint anys de la seva vida a revisar i reeditar les seves pròpies obres. Va morir el 1874 i és inhumat al cementiri de Brussel·les.

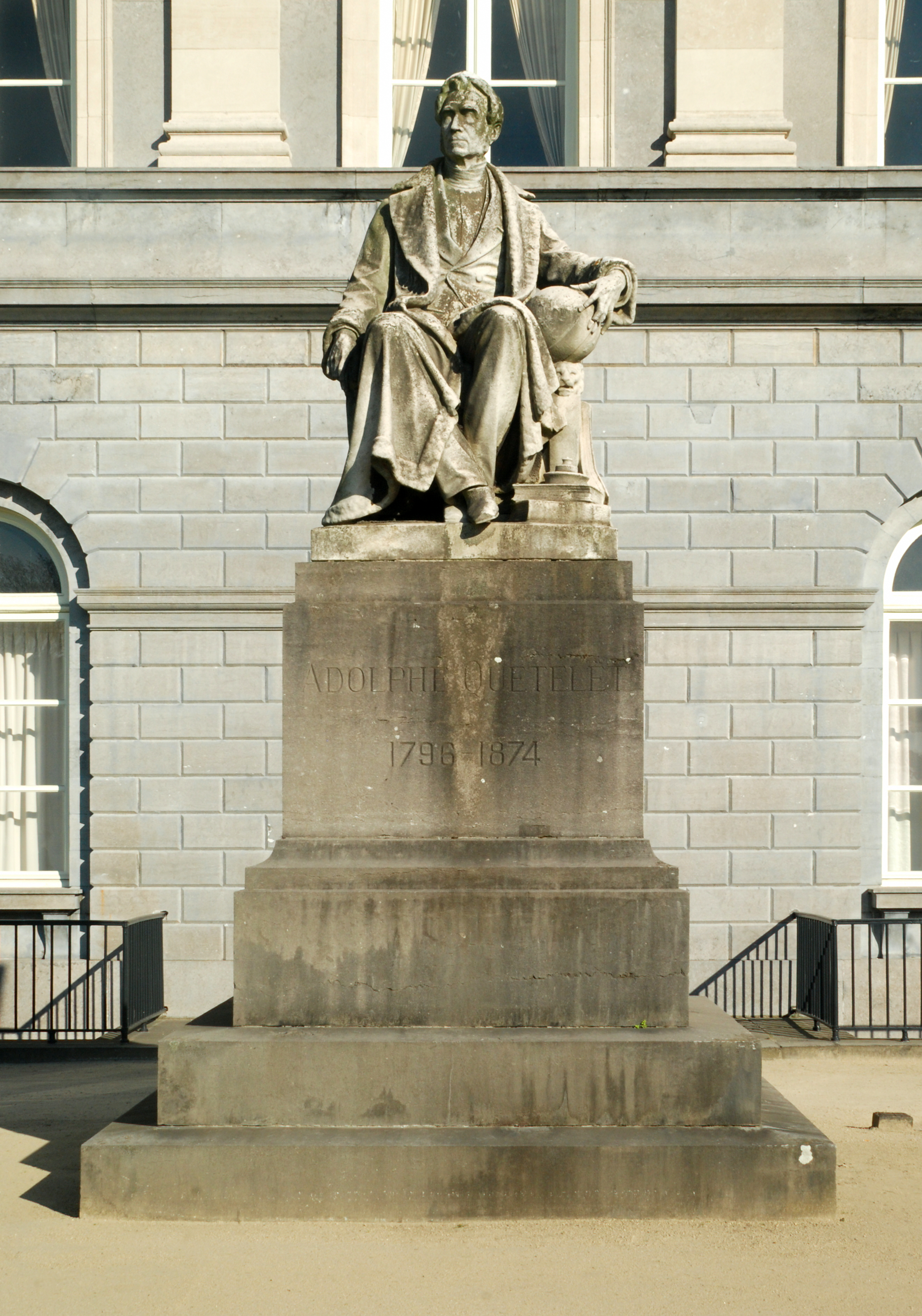
Estàtua de Quetelet per Charles-Auguste Fraikin, erigida al Jardí de les Acadèmies de Brussel·les el 1880.

## Contribucions

### Psicologia
Quételet fundà l'enfocament diferencial en psicologia. Amb Francis Galton, va ensenyar que les diferències entre els individus es reparteixen habitualment segons la campana de Gauss. El caràcter mesurat està explicat per la trobada d'un gran nombre de factors senzills repartits en la població segons les lleis de la probabilitat.

### Matemàtica
És l'autor amb Germinal Dandelin dels teoremes que enllacen les definicions de cònics (seccions planes d'un con) amb la d'el·lipse (hipèrbole), conjunt dels punts dels quals ordena (diferència les distàncies en dos punts fixos és constant, així com la de les tres còniques definides com a conjunt dels punts dels quals la relació de les distàncies en un punt i una dreta és una constant dita excentricitat. Aquests teoremes són coneguts també sota la denominació de «teoremes belgues».
Quételet va ser el primer a utilitzar la corba normal, entre altres en mètodes de quadrats menors.

### Estadística
En Sobre l'home i el desenvolupament de les seves facultats, assaig d'una física social, Quételet va presentar la seva concepció de «l'home mitjà» com a valor central al voltant de la qual les mesures d'una característica humana eren agrupats seguint una corba normal. L'home mitjà és una realitat sui generis, diferent dels individus. Quételet s'oposa així al nominalisme de Guillem d'Occam. Quételet distingeix tres tipus de mitjanes, represes per Louis-Adolphe Bertillon: la mitjana objectiva, que correspon a un objecte real, sotmès a un cert nombre de mesures; la mitjana subjectiva, resultat del càlcul d'una tendència central, en el cas on la distribució obeeix a la llei binomial (corba de Gauss); el tercer cas, que no mereix veritablement el nom de mitjana, es diu mitjana aritmètica, per tal de marcar el fet que és una pura ficció, no obeint a la llei binomial (l'alçada de les teulades d'un carrer), no justificant la creació d'un tipus mitjà.
Els seus estudis sobre la consistència numèrica dels crims van suscitar una ampla discussió entre llibertat i determinisme social. Per al seu govern, reunia i analitzava les estadístiques sobre el crim i la mortalitat, millorant així el sistema de padró. Va aportar millores en les preses de sancions. El seu treball va suscitar d'altra banda una gran controvèrsia entre els sociòlegs del segle xix.
Se li deu el sistema de mesura internacional de l'obesitat, conegut sota el nom d'índex de massa corporal (a vegades conegut com a índex de Quételet).

### Astronomia
A l'observatori de Brussel·les, va treballar sobre les dades geofísiques i meteorològiques. Va estudiar les pluges de meteors i va establir mètodes de comparació i d'avaluació de les dades.

## Principals publicacions
- Relation d'un voyage fait à la grotte de Han au mois d'août 1822, par MM. Kickx et Quételet (1823)
- Recherches sur la population, les naissances, les décès, les prisons, les dépôts de mendicité, etc., dans le royaume des Pays-Bas (1827) Texte en ligne
- Recherches statistiques sur le royaume des Pays-Bas (1829) Texte en ligne
- Astronomie élémentaire (1834)
- Sur l'homme et le développement de ses facultés, ou Essai de physique sociale (2 volumes, 1835) Texte en ligne 1 2
- De l'influence des saisons sur la mortalité aux différens âges dans la Belgique (1838)
- Catalogue des principales apparitions d'étoiles filantes (1839)
- Sur l'emploi de la boussole dans les mines (1843) Texte en ligne
- Sur le climat de la Belgique (2 volumes, 1845-1851) Texte en ligne 1 2
- Du système social et des lois qui le régissent (1848)
- Sur la statistique morale et les principes qui doivent en former la base (1848)
- Mémoire sur les lois des naissances et de la mortalité à Bruxelles (v. 1850)
- Mémoire sur les variations périodiques et non périodiques de la température, d'après les observations faites, pendant vingt ans, à l'observatoire royal de Bruxelles (1853) Texte en ligne
- Histoire des sciences mathématiques et physiques chez les Belges (1864)
- Météorologie de la Belgique comparée à celle du globe (1867) Texte en ligne
- Sciences mathématiques et physiques au commencement du XIXe siècle (1867) Texte en ligne
- Sur la physique du globe en Belgique (v. 1869) Texte en ligne
- Anthropométrie, ou Mesure des différentes facultés de l'homme (1870)
- Sur les anciens recensements de la population belge (s. d.) Texte en ligne
- Théorie des probabilités (s. d.)

## Filatèlia
Els Correus belgues va emetre el 16 de desembre de 1974 un segell en commemoració del centenari de la mort d'Adolphe Quételet. El segell d'un valor de deu francs fou inspirat en una obra del pintor Joseph Denis Odevaere.